# 副複齒脂鯉屬
副複齒脂鯉屬為輻鰭魚綱脂鯉目琴脂鯉亞目複齒脂鯉科的其中一属。

## 下属物种
- 副複齒脂鯉(Paradistichodus dimidiatus)

## 扩展阅读
維基物種上的相關：副複齒脂鯉屬